# Emily Rutherfurd
Emily Kernan Rutherfurd (Nova York, 18 de setembro de 1974) é uma atriz americana, mais conhecida por interpretar Christine "New Christine" Hunter no sitcom da CBS, The New Adventures of Old Christine (2006-10).

## Vida pessoal
Rutherfurd nasceu e foi criada na cidade de Nova York, Nova York. Ela é filha de Winthrop Rutherfurd Jr. e Mary Spratt Rutherfurd, neta da socialite de Nova York Winthrop Rutherfurd (1862-1944). Seu tio paterno é Lewis Polk Rutherfurd (n. 1944), que foi casado com Janet Jennings Auchincloss (1945–1985), meia-irmã da ex-primeira-dama Jacqueline Kennedy Onassis, de 1966 até sua morte em 1985.
Ela frequentou a escola Sacred Heart no Upper East Side. Ela também frequentou a Escola St. Mark em Southborough, Massachusetts. Ela então frequentou a University of Southern California em Los Angeles. Ela mora em Los Angeles com seu marido, Rollin McCulloch "Loch" Gallagher IV, com quem se casou em 2003, e suas filhas, Grace e Lila.

## Carreira
Rutherfurd fez sua estreia na televisão em 1999 como regular no sitcom da CBS Work with Me, contracenando com Nancy Travis e Kevin Pollak. Mais tarde, ela foi um membro regular do elenco no The Ellen Show e Married to the Kellys. Ela interpretou Christine "New Christine" Hunter no sitcom da CBS As Novas Aventuras da Velha Christine, que foi ao ar de 2006 a 2010, série estrelada por Julia Louis-Dreyfus. Ela teve o papel principal em Work Mom.
Rutherfurd estrelou em vários pilotos de televisão, incluindo The Assistants contracenando com Heather Locklear e uma comédia sem título escrita por Ben Falcone. Ela teve um papel recorrente em Will & Grace como aluna da classe de atuação de Jack McFarland, e também estrelou Last Man Standing, Drop Dead Diva e Hot in Cleveland. Seus créditos em filmes incluem Elizabethtown, Van Wilder e Pain & Gain.

## Filmografia

### Filme
| Ano  | Título                               | Função                 | Notas |
| ---- | ------------------------------------ | ---------------------- | ----- |
| 1999 | Loves Me Loves Me Not                | Sandy Erickson         | curta |
| 2002 | Van Wilder                           | Jeannie                |       |
| 2005 | Elizabethtown                        | Cindy Hasboro          |       |
| 2006 | The Pity Card                        |                        | curta |
| 2006 | Derek & Simon: A Bee and a Cigarette | Sandy                  | curta |
| 2013 | Pain & Gain                          | Carolyn 'Cissy' DuBois |       |

### Televisão
| Ano       | Título                              | Função                           | Notas                                       |
| --------- | ----------------------------------- | -------------------------------- | ------------------------------------------- |
| 1999-2000 | Work with Me                        | Stacy                            | Série regular, 9 episódios                  |
| 2000      | Garotas vivas                       | Kathryn                          | Piloto de TV                                |
| 2001–2002 | The Ellen Show                      | Catherine Richmond               | Série regular, 18 episódios                 |
| 2003      | Acoplamento                         | Sally                            | Piloto de TV                                |
| 2003-2004 | Casado com os Kellys                | Mary Kelly                       | Série regular, 21 episódios                 |
| 2002–2005 | Will & Grace                        | Joanne                           | Papel recorrente, 4 episódios               |
| 2006–2010 | The New Adventures of Old Christine | Christine 'New Christine' Hunter | Série regular, 52 episódios                 |
| 2011      | Os assistentes                      | Liddy Gribble                    | Piloto de TV                                |
| 2011      | Love Bites                          | Julia Clark                      | Episódio: "Stand and Deliver"               |
| 2011      | Last Man Standing                   | Rebecca                          | Episódio: "Adivinhe quem vem para o jantar" |
| 2012      | Acordado a noite inteira            | Laura                            | Episódio: "Rivals"                          |
| 2012      | Drop Dead Diva                      | Olivia francesa                  | Episódio: "Freak Show"                      |
| 2013      | Raising Hope                        | Kelly                            | Episódio: "Yo Zappa Do: Parte 2"            |
| 2013      | Mãe do trabalho                     | Éden                             | Piloto de TV                                |
| 2014      | Hot in Cleveland                    | Jodie / Melanie                  | Episódio: "Playmates"                       |
| 2015      | Impastor                            | Marla Simmons                    | Episódio: "Genesis"                         |
| 2016–2017 | The Middle                          | Dierdre Peterson                 | 3 episódios                                 |
| 2017      | Veep                                | Sally Newfeld                    | Episódio: "inovador"                        |
| 2018      | Grey's Anatomy                      | Helen Karev                      | Episódio: "Old Scars, Future Hearts"        |